# Chiesa di San Giacomo al Passo
La chiesa di San Giacomo al Passo (in tedesco St. Jakob am Joch) è una chiesa ubicata a Funes, nella frazione di San Giacomo (St. Jakob).

## Storia e descrizione
Posta in prossimità del rogo votivo Tschaufis, luogo dove furono ritrovati frammenti di ossa e ceramiche, le prime testimonianze della chiesa risalgono al 1349. L'aspetto definitivo sarà assunto nel XVI secolo. La chiesa è intitolata a san Giacomo il Maggiore, in quanto è posta nei pressi di una strada che conduceva alla Valle Isarco e quindi a protezione dei viaggiatori e degli escursionisti.
La chiesa è circondata da un muretto con un portale ad arco a tutto sesto. L'interno presenta una navata in stile romanico: il polittico in stile gotico sull'altare maggiore risale al 1517, probabilmente opera di Ruprecht Potsch e Philipp Diemer e raffigura la Madonna con il bambino, l'Arcangelo Michele e San Giacomo.
Il campanile è in stile gotico.